# Блондель, Андре
Андре́-Эже́н Блонде́ль (фр. André-Eugène Blondel; 28 августа 1863, Шомон, Верхняя Марна, Франция — 15 ноября 1938, Париж) — французский физик и инженер, член Парижской Академии наук (1913).
Изобретатель электромеханического осциллографа и предложил систему фотометрических единиц измерения.

## Биография
Блондель родился в городе Шомон (департамент Верхняя Марна). Его отец был судьёй в Дижоне. Андре был лучшим студентом в городе на своём курсе.
В 1888 году окончил Школу мостов и дорог, затем работал инженером в Службе маяков.
В 1888—1889 годах работал в лаборатории Мари Корню в Политехнической школе. С 1893 года — профессор Горной школы и Школы мостов и дорог.
В конце 1890-х годов Блонделю парализовало ноги и он не покидал своего жилища в течение 27 лет, но он продолжал научные исследования, основав лабораторию в Леваллупе.
В 1893 году Андре Блондель решил проблему интегральной синхронизации при помощи теории Корню. Он определил критерии, при которых график полученный высокоскоростным регистрирующим прибором, будет как можно точнее отражать действительные изменения изучаемой физической величины. Эти исследования подготовили почву для более глубокого понимания поведения переменного тока. Это позволило ему изобрести и усовершенствовать электромеханический осциллограф с бифилярным подвесом, более удобный и функциональный чем классический стробоскоп, изобретённый в 1891 году.
В 1893 году Андре Блондель попытался решить проблему интегральной синхронизации сложных электрических сетей переменного тока, используя теорию, предложенную Корню.
В 1894 году он предложил единицу измерения светового потока люмен и другие фотометрические единицы измерения.
В 1899 году Блондель опубликовал труд «Эмпирические теории синхронных генераторов», в котором излагаются основные теории двух реакций якоря электрической машины.

## Признание и награды
В 1913 году избран членом Французской академии наук, а в 1927 году получил орден Почётного легиона. В 1932 году был избран почётным иностранным членом Академии наук СССР.
В 1937 году был награждён медалью Фарадея. Он также получил медаль Института Франклина, премию Монтефиоре и Премию лорда Кельвина.
В 1942 году Пэрри Мун (Parry Moon) предложил переименовать единицу яркости апостильб в «блондель».